# Modelo nórdico
O modelo nórdico (também chamado de capitalismo nórdico ou social-democracia nórdica) compreende as políticas econômicas e sociais dos países nórdicos (Dinamarca, Islândia, Noruega, Suécia e Finlândia). Essas políticas incluem um amplo e abrangente Estado de bem-estar social e negociações coletivas em vários níveis, com uma alta porcentagem da força de trabalho sindicalizada, baseando-se, ao mesmo tempo, nos fundamentos econômicos do capitalismo de livre mercado. O modelo nórdico começou a ganhar atenção após a Segunda Guerra Mundial.

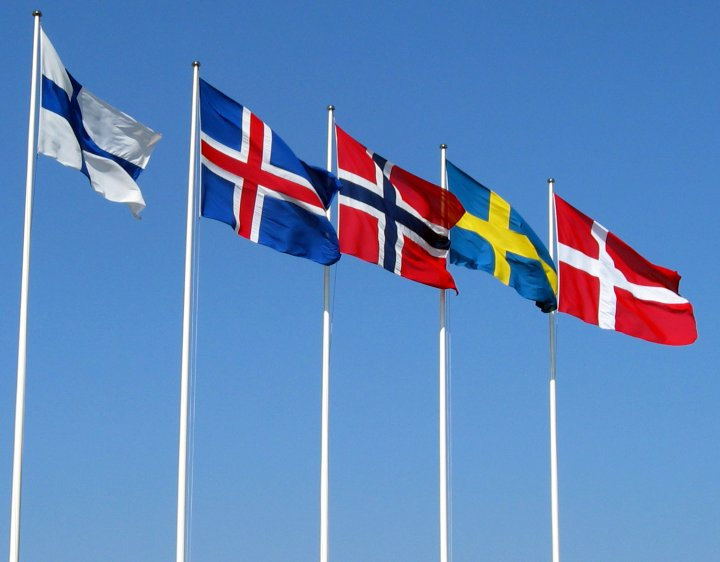
Bandeiras dos países nórdicos

Os países escandinavos eram todos monarquias, com a Finlândia e a Islândia se tornando repúblicas no século XX. Atualmente, os países nórdicos foram descritos como altamente democráticos. Embora existam diferenças significativas entre os países nórdicos, todos eles têm algumas características comuns. Entre elas, o apoio a um Estado universalista de bem-estar social, destinado especificamente a aumentar a autonomia individual e promover a mobilidade social; um sistema corporativista que envolve acordos em que representantes do trabalho e empregadores negociam salários e políticas de mercado de trabalho mediadas pelo governo;  um compromisso com a propriedade privada (com algumas ressalvas), e uma economia mista com livre comércio.
Cada um dos países nórdicos tem seus próprios modelos econômicos e sociais, às vezes com grandes diferenças em relação aos seus vizinhos. Segundo dados de 2018, todos os países nórdicos têm uma classificação muito alta no Índice de Desenvolvimento Humano ajustado à desigualdade e no Índice Global da Paz. Em 2019, todos os cinco países nórdicos foram classificados nas dez primeiras posições do Relatório Mundial da Felicidade.

## Características
Publicações econômicas, tais como The Nordic Model - Embracing globalization and sharing risks, publicado pelo Research Institute of Finnish Economy de Helsinque, caracterizam o sistema da seguinte forma:
- Uma elaborada rede de segurança social, além de serviços públicos, como educação pública e gratuita e assistência universal à saúde[15] em um sistema amplamente financiado por impostos;[16]
- Fortes direitos de propriedade, cumprimento de contratos e facilidade geral de fazer negócios;[17]
- Planos públicos de previdência e aposentadoria;[15]
- O livre comércio combinado com o compartilhamento coletivo de riscos (programas sociais, instituições do mercado de trabalho), que têm fornecido uma forma de proteção contra os riscos associados à abertura econômica;[15]
- Pouca regulamentação do mercado de produtos. Os países nórdicos têm uma classificação muito alta na liberdade do mercado de produtos, de acordo com as classificações da OCDE;[15]
- Baixos níveis de corrupção. No Índice de Percepção de Corrupção de 2015 da Transparência Internacional, Dinamarca, Finlândia, Suécia e Noruega foram classificadas entre os 10 primeiros menos corruptos dos 167 países avaliados;[18]
- Alta porcentagem de trabalhadores pertencentes a um sindicato.[6] Em 2013, a taxa de trabalhadores sindicalizados era de 88% na Islândia, 69% na Dinamarca, 67% na Suécia, 66% na Finlândia e 51% na Noruega. Em comparação, a densidade sindical foi de 18% na Alemanha, 11% nos Estados Unidos e 8% na França.[19] No Brasil, em 2012, a taxa era de 17% entre a população economicamente ativa.[20] A menor densidade sindical na Noruega é explicada principalmente pela ausência de um sistema de Ghent (um acordo existente em alguns países, em que a principal responsabilidade pelos pagamentos de assistência social, especialmente as formas de proteção no desemprego, é realizada por sindicatos, em vez de uma agência governamental) desde 1938. Por outro lado, Dinamarca, Finlândia e Suécia possuem fundos de proteção no desemprego administrados por sindicatos;[21]
- Uma parceria entre empregadores, sindicatos e o governo, por meio do qual esses parceiros sociais negociam os termos para regular o local de trabalho entre si, em vez dos termos impostos por lei.[22][23] A Suécia descentralizou a coordenação salarial, enquanto a Finlândia é classificada como a menos flexível.[15] As condições econômicas em mudança deram origem ao medo entre os trabalhadores, bem como à resistência dos sindicatos em relação às reformas.[15] Ao mesmo tempo, reformas e desenvolvimento econômico favorável parecem ter reduzido o desemprego, que tradicionalmente tem sido mais alto. O Partido Social-Democrata da Dinamarca conseguiu avançar com as reformas em 1994 e 1996, durante o governo do primeiro-ministro Poul Nyrup Rasmussen (ver flexigurança);
- O Relatório Mundial da Felicidade divulgado pelas Nações Unidas mostrou por vários anos que as nações mais felizes estão concentradas no norte da Europa. Os nórdicos foram os mais bem classificados nas métricas do PIB real per capita, expectativa de vida saudável, ter alguém com quem contar, liberdade percebida para fazer escolhas de vida, generosidade e liberdade contra a corrupção.[24] Os países nórdicos estão entre os 10 melhores do Relatório Mundial de Felicidade de 2018, com a Finlândia e a Noruega entre os primeiros lugares;[25]
- Os países nórdicos receberam a classificação mais alta por proteger os direitos dos trabalhadores no Índice de Direitos Globais da Confederação Sindical Internacional de 2014, com a Dinamarca sendo o único país a receber uma pontuação perfeita;[26]
- A Suécia, com 56,6% do PIB, a Dinamarca, com 51,7% e a Finlândia, com 48,6%, refletem gastos públicos muito altos.[27] Uma das principais razões para os gastos públicos é o grande número de funcionários públicos. Esses funcionários trabalham em vários campos, incluindo educação, saúde e para o próprio governo. Eles geralmente têm maior segurança no emprego e representam cerca de um terço da força de trabalho (mais de 38% na Dinamarca). Os gastos públicos em transferências sociais, como benefícios de desemprego e programas de aposentadoria antecipada, são altos. Em 2001, os subsídios de desemprego baseados em salários representavam cerca de 90% do salário na Dinamarca e 80% na Suécia, em comparação com 75% nos Países Baixos e 60% na Alemanha. Os desempregados também foram capazes de receber benefícios vários anos antes das reduções, em comparação com a rápida redução de benefícios em outros países.
- Os gastos públicos em saúde e educação são significativamente maiores na Dinamarca, Suécia e Noruega em comparação com a média da OCDE;[28]
- A carga tributária geral (como porcentagem do PIB) está entre as mais elevadas do mundo: Suécia (44,1%), Dinamarca (45,9%) e Finlândia (44,1%).[29] Em comparação, a carga tributária do Brasil é de 33,58%[30] e a do Reino Unido é de 32,6%.[31] Os países nórdicos têm alíquotas de impostos relativamente fixas, o que significa que mesmo aqueles com renda média e baixa são tributados em níveis relativamente altos.[32][33]

## Aspectos

### Política do mercado de trabalho
Os países nórdicos compartilham políticas ativas do mercado de trabalho como parte de um modelo econômico corporativista destinado a reduzir o conflito entre o trabalho e os interesses do capital. O sistema corporativista é mais amplo na Suécia e na Noruega, onde federações de empregadores e representantes trabalhistas negociam em nível nacional mediado pelo governo. As intervenções no mercado de trabalho visam proporcionar reciclagem e realocação no trabalho.
O mercado de trabalho nórdico é flexível, com leis que tornam mais fácil para os empregadores contratar e demitir trabalhadores ou introduzir tecnologia de economia de trabalho. Para mitigar o efeito negativo sobre os trabalhadores, as políticas do mercado de trabalho do governo são projetadas para proporcionar bem-estar social generoso, reciclagem e realocação de empregos para limitar quaisquer conflitos entre capital e trabalho que possam surgir nesse processo.

### Sistema econômico
O modelo nórdico é sustentado por um sistema econômico capitalista de livre mercado que apresenta altos graus de propriedade privada, com exceção da Noruega, que inclui um grande número de empresas públicas e participação do Estado em empresas de capital aberto.
O modelo nórdico é descrito como um sistema de capitalismo competitivo combinado com uma grande porcentagem da população empregada pelo setor público (aproximadamente 30% da força de trabalho). Em 2013, a The Economist descreveu os países nórdicos como "fortes comerciantes livres que resistem à tentação de intervir até para proteger empresas icônicas", enquanto também procuravam maneiras de atenuar os efeitos mais severos do capitalismo e declaravam que os países nórdicos "são provavelmente os melhores governados no mundo". Alguns economistas se referiram ao modelo econômico nórdico como uma forma de capitalismo "fofinho", com baixos níveis de desigualdade, estados de bem-estar generosos e concentração reduzida de rendimentos superiores e o contrastam com o capitalismo mais "cruel" dos Estados Unidos, que apresenta altos níveis de desigualdade e uma maior concentração de rendimentos superiores.
A partir da década de 1990, a economia sueca adotou reformas neoliberais que reduziram o papel do setor público, levando ao crescimento mais rápido da desigualdade em qualquer economia da OCDE. No entanto, a desigualdade de renda da Suécia ainda permanece menor do que a maioria dos outros países.

#### Particularidades da Noruega
O Estado da Noruega possui participação em muitas das maiores empresas listadas em bolsa do país, detendo 37% da Bolsa de Valores de Oslo e operando as maiores empresas não-listadas no país, incluindo a Equinor e Statkraft. A The Economist relata que "após a Segunda Guerra Mundial, o governo nacionalizou todos os interesses comerciais alemães na Noruega e acabou detendo 44% das ações da Norsk Hydro. A fórmula de controlar os negócios através de ações, em vez de regulamentação, parecia funcionar bem; portanto, o governo a utilizava sempre que possível. 'Nós inventamos a maneira chinesa de fazer as coisas antes dos chineses', diz Torger Reve, da Norwegian Business School".
O governo também opera um fundo soberano de riqueza, o Fundo Estatal de Pensões do Governo da Noruega - cujo objetivo parcial é preparar a Noruega para um futuro pós-petróleo, mas "de maneira incomum entre os países produtores de petróleo, é também um grande defensor dos direitos humanos - e poderoso, graças ao controle do Prêmio Nobel da Paz".
A Noruega é a única grande economia do Ocidente em que as gerações mais jovens estão ficando mais ricas, com um aumento de 13% na renda disponível para 2018, contrariando a tendência observada em outras nações ocidentais da Geração Y, ficando mais pobres do que as gerações anteriores.

### Modelo nórdico de bem-estar social
O modelo de bem-estar social nórdico refere-se às políticas de bem-estar dos países nórdicos, que também se vinculam às políticas do mercado de trabalho. O modelo nórdico de bem-estar se distingue de outros tipos de Estados de bem-estar social por sua ênfase em maximizar a participação da força de trabalho, promover a igualdade de gênero, níveis igualitários e de benefícios extensivos, a grande magnitude da redistribuição de renda e o uso liberal da política fiscal expansionista.
Embora existam diferenças entre os países nórdicos, todos compartilham um amplo compromisso com a coesão social, uma natureza universal da provisão de bem-estar, a fim de salvaguardar o individualismo, fornecendo proteção a indivíduos e grupos vulneráveis na sociedade e maximizando a participação pública na tomada de decisões sociais. É caracterizada pela flexibilidade e abertura à inovação na provisão de bem-estar. Os sistemas de bem-estar nórdicos são financiados principalmente através de impostos.
Apesar dos valores comuns, os países nórdicos adotam abordagens diferentes para a administração prática do estado de bem-estar. A Dinamarca apresenta um alto grau de prestação de serviços públicos e bem-estar pelo setor privado, juntamente com uma política de imigração de assimilação. O modelo de bem-estar da Islândia é baseado no modelo de "bem-estar para o trabalho" enquanto parte do estado de bem-estar da Finlândia inclui o terceiro setor que desempenha um papel significativo na prestação de cuidados aos idosos. A Noruega depende mais amplamente da provisão pública de bem-estar.

#### Redução da pobreza
O modelo nórdico tem sido bem-sucedido na redução significativa da pobreza. Em 2011, as taxas de pobreza antes de levar em consideração os efeitos de impostos e transferências foram de 24,7% na Dinamarca, 31,9% na Finlândia, 21,6% na Islândia, 25,6% na Noruega e 26,5% na Suécia. Após contabilizar impostos e transferências, as taxas de pobreza para o mesmo ano foram de 6%, 7,5%, 5,7%, 7,7% e 9,7%, respectivamente. A redução média da pobreza nesses quatro países foi de 18,7%.

#### Igualdade de gênero
Quando se trata de igualdade de gênero, pode-se dizer que os países nórdicos têm uma das menores lacunas na desigualdade de emprego entre todos os países da OCDE - menos de 8 pontos em todos os países nórdicos, de acordo com os padrões da Organização Internacional do Trabalho. Eles estiveram na frente da implementação de políticas que promovam a igualdade de gênero - por exemplo, os governos de países escandinavos foram alguns dos primeiros a tornar ilegal que as empresas demitissem mulheres por motivos de casamento ou maternidade. É mais provável que as mães nos países nórdicos sejam mães trabalhadoras do que em qualquer outra região e as famílias desfrutem de uma legislação pioneira sobre políticas de licença parental que compensam os pais por mudarem do trabalho para casa para cuidar de seus filhos, incluindo pais. Embora as especificidades das políticas de igualdade de gênero no que diz respeito ao local de trabalho variem de país para país, existe um foco generalizado nos países nórdicos para destacar o “emprego contínuo em tempo integral” para homens e mulheres, bem como para os pais solteiros. reconhecer que algumas das diferenças de gênero mais salientes surgem da paternidade. Além de receber incentivos para tirar a licença parental compartilhável, as famílias dos países escandinavos se beneficiam da educação infantil subsidiada pelo governo, cuidados e atividades fora do horário escolar para as crianças que se matriculam no ensino em tempo integral.
Os países nórdicos estão na vanguarda da defesa da igualdade de gênero e isso tem sido historicamente demonstrado por aumentos substanciais no emprego das mulheres - entre 1965 e 1990, a taxa de emprego da Suécia para mulheres na idade ativa (15-64) passou de 52,8% para 81,0 %. Em 2016, quase três em cada quatro mulheres em idade ativa nos países nórdicos estavam participando de trabalho remunerado. No entanto, alguns desafios ainda enfrentam o modelo nórdico, pois as mulheres ainda são as principais usuárias da licença parental compartilhável (os pais usam menos de 30% de seus dias de licença parental remunerados), as mulheres estrangeiras estão sendo submetidas a sub-representação e um país como a Finlândia ainda possui uma importante diferença salarial entre os gêneros (em média, as mulheres recebem apenas 83 centavos de dólar por cada euro que um colega masculino recebe).

### Religião como fator
Os países escandinavos têm o cristianismo luterano como religião principal. Schroder argumenta que o luteranismo promove a ideia de uma comunidade nacional de fiéis e promove o envolvimento do Estado na vida econômica e social. Isso permite a solidariedade do bem-estar em todo o país e a coordenação econômica. Atualmente, um grande número de escandinavos são considerados seculares ou irreligiosos.

## Recepção
O modelo nórdico foi recebido positivamente por alguns políticos e intelectuais ao redor do mundo. O escritor estadunidense Jerry Mander comparou o modelo nórdico a um tipo de sistema "híbrido" que apresenta uma mistura de economia capitalista com valores socialistas, representando uma alternativa ao capitalismo de estilo estadunidense. O político estadunidense Bernie Sanders apontou a Escandinávia e o modelo nórdico como algo que os Estados Unidos podem aprender, em particular no que diz respeito aos benefícios e proteções sociais que o modelo nórdico oferece aos trabalhadores e à prestação de assistência universal à saúde. Segundo a escritora e cineasta canadense Naomi Klein, o ex-presidente soviético Mikhail Gorbachev procurou mover a União Soviética em uma direção semelhante ao sistema nórdico, combinando livre mercado com uma rede de segurança social, mas ainda mantendo a propriedade pública de setores-chave da economia - ingredientes que ele acreditava que transformaria a União Soviética em "um farol socialista para toda a humanidade".
O modelo nórdico também foi recebido positivamente por vários cientistas políticos, sociólogos e economistas. O professor americano de sociologia e ciência política Lane Kenworthy defende que os Estados Unidos façam uma transição gradual em direção a uma social-democracia semelhante à dos países nórdicos, definindo a social-democracia como tal: "A ideia por trás da social-democracia era melhorar o capitalismo. Há um desacordo sobre como exatamente fazer isso, e outros podem pensar que as propostas em meu livro não são uma verdadeira social-democracia, mas penso nisso como um compromisso de usar o governo para melhorar a vida das pessoas na economia capitalista. Em grande parte, isso consiste no uso de programas de seguro público - transferências e serviços do governo".
O economista estadunidense Joseph Stiglitz, ganhador do Prêmio Nobel, observou que há maior mobilidade social nos países escandinavos do que nos Estados Unidos e argumenta que a Escandinávia é agora a terra de oportunidades que os Estados Unidos já foram. A escritora estadunidense Ann Jones, que viveu na Noruega por quatro anos, afirma que "os países nórdicos libertam suas populações do mercado usando o capitalismo como uma ferramenta para beneficiar a todos", enquanto nos Estados Unidos "a política neoliberal coloca as raposas no comando do galinheiro e os capitalistas têm usado a riqueza gerada por seus empreendimentos (bem como manipulações financeiras e políticas) para capturar o estado e arrancar as galinhas".
O economista Jeffrey Sachs é um defensor do modelo nórdico, tendo apontado que o modelo nórdico é "a prova de que o capitalismo moderno pode ser combinado com decência, justiça, confiança, honestidade e sustentabilidade ambiental". A combinação nórdica de ampla provisão pública de bem-estar e uma cultura de individualismo foi descrita por Lars Trägårdh, da Ersta Sköndal University College, como um "individualismo estatista".
Uma pesquisa de 2016 realizada pelo Instituto de Democracia de Israel descobriu que quase 60% dos judeus israelenses preferiam uma economia no "modelo escandinavo", com altos impostos e um sólido estado de bem-estar social.

### Equívocos
George Lakey, autor de Viking Economics, afirma que os estadunidenses geralmente entendem mal a natureza do "estado de bem-estar social" nórdico:
Os estadunidenses imaginam que "estado de bem-estar social" significa o sistema de bem-estar dos Estados Unidos com esteroides. Na verdade, os nórdicos abandonaram seu sistema de assistência social ao estilo americano há pelo menos 60 anos e substituíram os serviços universais, o que significa que todos - ricos e pobres - recebem educação superior gratuita, serviços médicos gratuitos, assistência médica gratuita, etc..
Em seu papel de consultor econômico da Polônia e da Iugoslávia em seu período de transição pós-socialista, Jeffrey Sachs observou que as formas específicas do capitalismo de estilo ocidental, como a social-democracia de estilo sueco e o liberalismo de Thatcher, são praticamente idênticas:
Os países do leste devem rejeitar quaisquer idéias remanescentes sobre uma “terceira via”, como um “socialismo de mercado” quimérico baseado na propriedade pública ou na autogestão dos trabalhadores, e seguir direto para uma economia de mercado no estilo ocidental... O principal debate em a reforma econômica deve, portanto, ser sobre os meios de transição, não os fins. A Europa Oriental ainda discutirá sobre os fins: por exemplo, se almeja a social-democracia no estilo sueco ou o liberalismo thatcherista. Mas isso pode esperar. Tanto a Suécia quanto a Grã-Bretanha possuem quase a propriedade privada, os mercados financeiros privados e os mercados de trabalho ativos. A Europa Oriental hoje [em 1990] não possui nenhuma dessas instituições; para isso, os modelos alternativos da Europa Ocidental são quase idênticos.
Em discurso na Escola de Governo John F. Kennedy, na Universidade Harvard, o ex-primeiro ministro dinamarquês Lars Løkke Rasmussen abordou o equívoco estadunidense de que o modelo nórdico é uma forma de socialismo, afirmando: "Eu sei que algumas pessoas nos Estados Unidos associam o modelo nórdico a algum tipo de socialismo. Portanto, gostaria de esclarecer uma coisa. A Dinamarca está longe de ser uma economia socialista planejada. A Dinamarca é uma economia de mercado".

## Críticas
Os economistas socialistas John Roemer e Pranab Bardhan criticam a social-democracia de estilo nórdico por sua eficácia questionável na promoção do igualitarismo relativo e de sua sustentabilidade. Eles apontam que a social-democracia nórdica exige um forte movimento trabalhista para sustentar a pesada redistribuição necessária, argumentando que é idealista pensar que níveis semelhantes de redistribuição podem ser alcançados em países com movimentos trabalhistas mais fracos. Eles observam que mesmo nos países escandinavos a social-democracia está em declínio desde o enfraquecimento do movimento trabalhista no início da década de 1990, argumentando que a sustentabilidade da social-democracia é limitada. Roemer e Bardham argumentam que estabelecer uma economia socialista de mercado mudando a propriedade das empresas seria mais eficaz do que a redistribuição social-democrata na promoção de resultados igualitários, particularmente em países com movimentos trabalhistas fracos.
O historiador islandês Guðmundur Jónsson argumenta que seria impreciso incluir a Islândia em um aspecto do modelo nórdico, o da democracia de consenso. Ele escreve que "a democracia islandesa é melhor descrita como mais antagônica do que consensual em estilo e prática. O mercado de trabalho estava repleto de conflitos e greves mais frequentes do que na Europa, resultando em uma tensão entre governo e sindicato. Em segundo lugar, a Islândia não compartilhou a tradição nórdica de compartilhamento de poder ou corporativismo em relação às políticas do mercado de trabalho ou à gestão macroeconômica, principalmente por causa da fraqueza dos social-democratas e da esquerda em geral. Em terceiro lugar, o processo legislativo não mostrou uma forte tendência à construção de consenso entre governo e oposição em relação ao governo que busca consulta ou apoio a legislação importante. Em quarto lugar, o estilo político nos procedimentos legislativos e no debate público em geral tendia a ser mais contraditório do que consensual".
Em seu artigo The Scandinavian Fantasy: The Sources of Intergeneration Mobility in Denmark and the U.S., Rasmus Landersøn e James J. Heckman compararam a mobilidade social estadunidense e dinamarquesa e descobriram que a mobilidade social não é tão alta quanto os números sugerem nos países nórdicos. Ao considerar exclusivamente os salários (antes de impostos e transferências), a mobilidade social dinamarquesa e estadunidense é muito semelhante. Somente após os impostos e transferências serem levados em consideração é que a mobilidade social dinamarquesa melhora, indicando que as políticas de redistribuição econômica dinamarquesas simplesmente dão a impressão de maior mobilidade. Além disso, o maior investimento da Dinamarca em educação pública não melhorou significativamente a mobilidade educacional, o que significa que é improvável que filhos de pais com educação superior não recebam educação universitária, embora esse investimento público tenha resultado em habilidades cognitivas aprimoradas entre crianças dinamarquesas pobres em comparação com as estadunidenses. Os pesquisadores também descobriram evidências de que políticas generosas de bem-estar poderiam desencorajar a busca por uma educação de nível superior devido à diminuição dos benefícios econômicos que os empregos no nível de ensino superior oferecem e ao aumento do bem-estar dos trabalhadores de nível inferior.
Nima Sanandaji, um escritor libertário, também criticou o modelo nórdico, questionando a ligação entre o modelo e os resultados socioeconômicos em obras como Scandinavian Unexceptionalism and Debunking Utopia: Exposing the Myth of Nordic Socialism.

## Ideologias políticas nos países nórdicos
Segundo o sociólogo Lane Kenworthy, no contexto do modelo nórdico de "social-democracia", a ideologia dos partidos nórdicos se refere a um conjunto de políticas para promover a segurança econômica e as oportunidades dentro da estrutura do capitalismo, em vez de substituir o capitalismo.